# Santa Catarina kommun, Kap Verde
Concelho de Santa Catarina (portugisiska: Santa Catarina) är en kommun i Kap Verde. Den ligger i den södra delen av landet, 27 km nordväst om huvudstaden Praia. Antalet invånare är 41 455. Arean är 243 kvadratkilometer. Concelho de Santa Catarina ligger på ön Santiago. Concelho de Santa Catarina gränsar till Concelho do Tarrafal, São Miguel, Santa Cruz, Concelho de São Salvador do Mundo och Concelho de Ribeira Grande de Santiago. 
Terrängen i Concelho de Santa Catarina är kuperad.
Följande samhällen finns i Concelho de Santa Catarina:
- Assomada

Omgivningarna runt Concelho de Santa Catarina är en mosaik av jordbruksmark och naturlig växtlighet. Runt Concelho de Santa Catarina är det tätbefolkat, med 266 invånare per kvadratkilometer.